# Evapora
"Evapora" é uma canção da cantora brasileira Iza com a cantora norte-americana Ciara e do grupo musical Major Lazer. Foi lançada em 8 de novembro de 2019.

## Desempenho
"Evapora" entrou na listas de singles mais vendidos do iTunes em mais de 30 países.

## Vídeo musical
Iza e Ciara gravaram o vídeo em outubro, em Los Angeles, nos Estados Unidos, em parceria com os DJs do Major Lazer. O clipe foi lançado em 8 de novembro de 2019.

## Desempenho nas tabelas musicais
| Tabela musical (2019)        | Melhor posição |
| ---------------------------- | -------------- |
| Brasil (Top 100 Brasil)      | 75             |
| Brasil (Top 10 Pop Nacional) | 5              |